# Egyek
Egyek är en mindre stad i nordöstra Ungern med 4 868 invånare (2019).